# پوما اس‌ئی
پوما اس‌ئی (به آلمانی: Puma SE) شرکت صنایع نساجی و تجهیزات ورزشی چندملیتی آلمانی است، که در زمینهٔ طراحی، توسعهٔ فناوری و تولید محصولات ورزشی فعالیت می‌کند و امروزه به عنوان یکی از بزرگ‌ترین تولیدکنندگان کفش، پوشاک و دیگر تجهیزات ورزشی در جهان شناخته می‌شود. دفتر مرکزی این شرکت در هرتسوگن‌آوراخ در ایالت بایرن آلمان قرار دارد و بخشی از سهام آن در بازار بورس فرانکفورت معامله می‌شود.
هم‌اکنون پوما دارای بیش از ۱۱هزار کارمند در سراسر جهان است و محصولات خود را از طریق نمایندگی‌های رسمی خود در ۸۰ کشور جهان عرضه می‌کند. شرکت کرینگ با در اختیار داشتن بیش از ۸۵ درصد از سهام شرکت پوما، مالک اصلی آن محسوب می‌شود. از محصولات معروف این شرکت می توان به کفش های فوتبال فیوچر و اولترا اشاره کرد .

## تاریخچه
آدیداس در سال ۱۹۲۴ در شهر هرتسوگن‌آوراخ آلمان به نام کارخانه کفش‌سازی برادران داسلر توسط آدولف و رودلف داسلر راه‌اندازی شد که در سال ۱۹۴۸ تصمیم به جدایی از یکدیگر گرفتند. پس از این جدایی، آدولف آدیداس و رودلف پوما را تأسیس کرد و نام آن را «رودا» گذاشت که از حروف نخست نام و نام خانوادگیش - «رو» و «دا» - گرفته شده بود، اما پس از مدتی و در سال ۱۹۴۸ نام شرکت خود را به پوما تغییر داد.
پس از جدا شدن از یکدیگر، آدیداس و پوما رقابت شدیدی را آغاز کردند. برادران داسلر هرگز با یکدیگر آشتی نکردند، اگرچه هر دو آن‌ها در یک گورستان دفن شدند.

### بازار سهام
پوما در سال ۱۹۸۶ وارد بازار سهام شد و از آن پس در فهرست بورس‌های فرانکفورت و مونیخ قرار گرفت. در مه ۱۹۸۹، آرمین داسلر، پسر رودلف، و جرد داسلر با فروش ۷۲ درصد از سهام خود در پوما به شرکت سوئیسی کوسا لیبرمن موافقت کردند. در آوریل ۲۰۰۷، شرکت فرانسوی کرینگ خرید ۲۷ درصد از سهام پوما را اعلام کرد که مسیر این شرکت برای خرید کامل پوما را هموار می‌کرد. از آن سال، کرینگ ۶۲٫۱ درصد از سهام پوما را خریداری کرد اما به رغم مالکیت عمده سهام، پوما همچنان شرکتی مستقل باقی‌مانده‌است.

## پوما در ایران[جام جهانی]
پوما اسپانسر تیم ملی ایران در جام جهانی۱۹۹۸ و ۲۰۰۶ بود.

## حامی تیم‌ها و بازیکنان
پوما اکنون حامی بسیاری از تیم‌ها و باشگاه‌های ورزشی در سراسر جهان است و حامی مالی ورزشکاران سرشناسی مانند پله، اوزبیو، یوهان کرایُف، دیگو مارادونا، لوتار ماتئوس، کنی دالگلیش، دیدیه دشان، زلاتان ابراهیموویچ، سرخیو آگوئرو، سسک فابرگاس، مارکو رویس، جانلوئیجی بوفون، نواک جوکوویچ، لوییس سوارز ، نیمار ، انتوان گریزمن و ماریو بالوتلی بوده‌است. پوما حامی مالی اوسین بولت، دونده جامائیکایی و سریع‌ترین مرد جهان  نیز میباشد.
پوما همچنین حامی فردریک لیونبرگ بازیکن باشگاه فوتبال سلتیک شهر گلاسکو، یکی از بازیکنانی است که پوما حامی و به اصطلاح اسپانسر اوست.

## معنی واژه پوما
پوما گونه‌ای گربه‌سان بومی قاره آمریکا می‌باشد.